# Episodi di Make It Right: The Series - Rak ok doen (seconda stagione)
La seconda stagione di Make It Right: The Series - Rak ok doen è stata pubblicata su Line TV dal 7 maggio al 5 agosto 2017.
| n° | Titolo      | Prima TV       |
| -- | ----------- | -------------- |
| 1  | Episodio 1  | 7 maggio 2017  |
| 2  | Episodio 2  | 14 maggio 2017 |
| 3  | Episodio 3  | 21 maggio 2017 |
| 4  | Episodio 4  | 28 maggio 2017 |
| 5  | Episodio 5  | 3 giugno 2017  |
| 6  | Episodio 6  | 10 giugno 2017 |
| 7  | Episodio 7  | 17 giugno 2017 |
| 8  | Episodio 8  | 24 giugno 2017 |
| 9  | Episodio 9  | 1º luglio 2017 |
| 10 | Episodio 10 | 8 luglio 2017  |
| 11 | Episodio 11 | 15 luglio 2017 |
| 12 | Episodio 12 | 22 luglio 2017 |
| 13 | Episodio 13 | 29 luglio 2017 |
| 14 | Episodio 14 | 5 agosto 2017  |

## Episodio 1
- Diretto da: Rachyd Kusolkulsiri

### Trama

Book e Frame travolti dalla passione in piscina.

È passato poco tempo dagli eventi finali della prima stagione, ma è comunque avvenuto qualche cambiamento: Frame si è appena trasferito con Book in un condominio di studenti nel distretto di Bang Na; nello stesso palazzo, Lookmo, ancora affranto dalla separazione con Praew, è ora in stanza con Wit ed Ess; si sono trasferiti lì anche Tee e Yok, quest'ultimo per evitare, con poco successo, le visite delle ragazze mandategli dalla madre.
L'episodio si apre con un sogno premonitore/incubo di Fuse, prontamente svegliato e tranquillizzato da Tee, al quale comunica di aver preso infine la decisione di lasciare Jean. La mattina successiva il ragazzo non si sente molto bene e Tee salta la scuola per prendersi cura di lui, mentre nel pomeriggio, con degli outfit abbinati, vanno al dopo scuola e passeggiano insieme per Siam Square. È proprio lì che vedono casualmente Jean con l'amante; subito Tee ferma Fuse dal fare scenate, ricordandogli quanto ormai non ne valga neanche la pena.
Book e Frame flirtano in piscina e finiscono per fare sesso, mentre più tardi raggiungono gli amici al festival scolastico dove Rodtang ed il suo gruppo, i Casino Royal, stanno suonando; sono lì anche Yok e Christina, benché di un altro istituto, per vedere qualche ragazzo sexy in occasione della manifestazione. Dirigendosi verso il bagno, Lookmo si scontra con Yok e per lui è amore a prima vista.
- Nota: da questo episodio, oltre all'emittente televisiva, cambiano anche diversi set delle location e l'interprete di Nine, ora Kittiphong Lerganjanoi "Win".

## Episodio 2
- Diretto da: Rachyd Kusolkulsiri

### Trama
Nei bagni, Lookmo chiede ad Yok, stupefatto dalla situazione ma contento, di essere il suo ragazzo e si fa dare il suo numero di telefono. Quando sua madre scopre che il figlio ha un nuovo interesse amoroso, egli propone a Lookmo, su idea di Christina, di convivere insieme, lasciandogli quella notte per pensarci su.
Tee, invece, si prepara per passare la settimana a casa di Fuse. In serata, i due incontrano Jean con quello che Fuse pensava essere l'amante, che si presenta però come il fratello della ragazza; Tee comincia a preoccuparsi che Fuse voglia restare con la fidanzata ora che ha scoperto non esserci mai stato alcun tradimento.
Rodtang fa fatica a star dietro a tutte le attività scolastiche a cui partecipa, così Nine prende le sue difese quando non riesce per l'ennesima volta a partecipare agli allenamenti di basket.
Book e Frame pranzano nella loro stanza; il primo s'ingelosisce all'arrivo di certi messaggi da alcune ragazze con cui il fidanzato aveva chattato in passato. Frame subito blocca le persone in questione e rassicura Book.
Wit si scontra casualmente con una ragazza in motorino, Lilly; lei cerca subito di far colpo sul ragazzo, che invece è parecchio confuso dall'improvvisa confidenza della sconosciuta. Lilly riesce comunque a farsi dare da Wit il contatto di Line, dicendogli che sarà lei stessa a farsi sentire.
- Nota: questo episodio segna la prima apparizione nella seconda stagione del personaggio di Praew, la cui interprete è ora diventata Karnyaphak Pongsak "Sakun". Appare anche per la prima volta Lilly, interpretata da Kulasingh Patnicha "Plai"; è la seconda volta che lei e Rathavit Kijworalak "Plan" (Wit) recitano in coppia, dopo War of High School - Songkhram hai sakhun.

## Episodio 3
- Diretto da: Rachyd Kusolkulsiri

### Trama
Fuse, benché completamente in lacrime e col cuore spezzato, decide di rompere con Tee per evitare invece di fare lo stesso con Jean, che non ha colpe. I ragazzi decidono quindi di passare un'ultima notte di passione con la promessa che, col tempo, ricostruiranno il rapporto in amicizia. Il giorno successivo, i due dovrebbero incontrarsi al doposcuola, ma proprio lì si presenta Jean, che prontamente fa sedere Fuse accanto a lei, lontano da Tee. Accanto a quest'ultimo si siede però un amico di vecchia data del ragazzo, Seed, che subito entra in intimità con lui. In tutto ciò, Tee è geloso di Jean e Fuse di Seed, ma entrambi sanno di non poterci fare niente.
Fing è impegnata a riprogettare il design dell'appartamento di un ragazzo, Fluke, col quale sembra prendere molta confidenza.
Book da per sbaglio a Frame un afrodisiaco invece di una pillola per il mal di testa; in procinto di fare sesso, Frame vorrebbe filmare l'atto col cellulare, ma, quasi brutalmente, Book si oppone.
Yok decide di presentare alla madre Lookmo; lei subito chiede di cacciarlo, ma sarà ella stessa ad andarsene vista l'ostinatezza del figlio.
Wit, mentre passeggia con Ess, s'imbatte nuovamente in Lilly, alla quale non ha mai risposto su Line; vista l'insistenza della ragazza, egli le dice che al massimo possono essere amici, ma Lilly non è affatto intenzionata ad arrendersi.

## Episodio 4
- Diretto da: Rachyd Kusolkulsiri

### Trama
Tee dorme ancora a casa di Fuse come programmato, ma decide che il giorno successivo tornerà nel suo condominio; Fuse, però, gli chiede di restare per il resto della settimana al fine di mantenere l'amicizia.
Yok e Lookmo cominciano a passare i primi momenti effettivi da coppia, interrotti dall'arrivo della madre del primo, caduta da bicicletta e soccorsa da Wit che si trovava nei paraggi; proprio in questa circostanza, Wit scoprirà che quindi che l'amico Lookmo ha un fidanzato, il quale chiede al ragazzo, che accetta senza problemi, di prendersi cura della madre che ancora zoppica.
Book ha degli incubi in sogno sul suo passato e confida a Frame il motivo: due anni prima aveva un altro ragazzo, Tern, col quale aveva acconsentito a farsi riprendere durante il sesso; il ragazzo è terrificato dal fatto che, da un giorno all'altro, questi possano diventare di dominio pubblico.
Quando Fuse, Lookmo e Frame escono insieme un pomeriggio, il primo s'ingelosisce vedendo poco distanti Tee e Seed insieme; Lookmo, invece, approfitta dell'occasione per presentare agli amici Yok.
Per sfuggire ai problemi, Frame e Fuse passano la nottata in un hotel ad ubriacarsi e, dopo essersi confidati, finiscono quasi per baciarsi. Contemporaneamente, Tee si ferma quando sta per partire un bacio tra lui e Seed, che sembrerebbe innamorato dell'amico.
Il mattino successivo, Wit scopre un video porno tra due ragazzi con dei volti familiari; Book, in allarme, scappa subito nei bagni per vederlo, seguito a ruota Frame.

## Episodio 5
- Diretto da: Rachyd Kusolkulsiri

### Trama
Book e Frame tirano un sospiro di sollievo nello scoprire che nel video porno in questione c'erano due ragazzi estranei; ritrovata la serenità, in serata mangiano fuori. Lì incontrano Nine ed Ess, ma quando quest'ultimo comunica che uno dei protagonisti del filmato ha tentato il suicidio, Book decide di andarsene senza Frame, dicendogli di tornare pure per primo all'appartamento.
Nine porta del cibo a Rodtang quando scopre che non è andato a mangiare al fine di allenarsi, all'ultimo secondo, per la partita di basket del pomeriggio. Ad ogni modo, il ragazzo non si presenterà all'evento, facendo squalificare la squadra; Nine quasi butta un pupazzetto che aveva preso al ragazzo per premiarlo.
Tee, che continua ad essere freddo con Fuse e a passare il tempo con Seed, da una mano ad un ragazzo, Pob, che cercava le chiavi della sua macchina. Per ringraziarlo, Pob gli chiede di poter chattare su Line; Tee subito rifiuta, scoprendo poi tra l'altro che il ragazzo ha anche un fidanzato. Quando si ritrova a passare nel suo appartamento al condominio (sta ancora passando le notti a casa di Fuse come concordato prima dell'allontanamento col ragazzo), si vede spuntare a sorpresa la madre col suo nuovo fidanzato, che si rivela essere proprio Pob; Tee, seppur ci provi, non ce la fa a dire alla madre che il suo nuovo compagno la tradisce e scappa da Fuse, che calma l'amico pur senza venire a conoscenza dei fatti. I due tornano quindi in buoni rapporti, finendo per dormire vicini la notte e farsi le spugnature e pranzare insieme il giorno successivo, benché sappiano che la cosa non possa durare.

## Episodio 6
- Diretto da: Rachyd Kusolkulsiri

### Trama
Seed offre un mazzo di fiori a Tee per fargli capire quali sentimenti prova, ma il ragazzo non se la sente ancora di accettarli; Fuse li vede di nascosto e si lascia andare alla disperazione più totale. La sera stessa, finita la settimana concordata da Fuse, Tee torna a vivere nel suo dormitorio, accompagnato da Seed.
Per il loro secondo mesiversario di fidanzamento, Frame regala a Book un anello di coppia; proprio due anni prima, invece, era il secondo mesiversario di Book e Tern. Il giorno successivo, viene diffuso su Facebook proprio un video di sesso girato da Book e Tern all'epoca; il ragazzo, vedendo realizzatasi la sua più grande paura, impazzisce e viene portato a casa da Frame, che verrà però poi mandato via dal fidanzato per poter restare da solo.
Quando Praew si presenta nell'appartamento di Yok, è proprio Lookmo ad aprire la porta e rimanere stupito una volta saputo tutto. Ancora un po' confuso dopo aver rivisto l'ex ragazza, Lookmo chiede a Yok un po' di tempo per riflettere sui suoi sentimenti, tornando in camera da Wit ed Ess.
Nel frattempo, Lilly va a trovare Wit a scuola, di fronte ad Ess, Lookmo e Nine, e Fing va al bar di Fluke per mostrargli il progetto per l'appartamento.
- Nota: la madre di Yok sta guardando in televisione, della quale si sente solamente l'audio, il dodicesimo episodio della prima stagione proprio di "Make It Right", in particolare il momento in cui Tan dice a Fing che sarebbe dovuta essere chiara fin dall'inizio con lui.

## Episodio 7
- Diretto da: Rachyd Kusolkulsiri

### Trama
Book viene raggiunto in camera dalla famiglia, preoccupata più per le ripercussioni che avrà l'accaduto nelle loro carriere che per il figlio. Poco dopo, a fare visita a Book sarà lo stesso Tern; egli si scusa per non aver cancellato il video in passato, aggiungendo che, da ubriaco, qualcuno ha usato il suo telefono e caricato online il filmato in questione. Inoltre, Tern promette che questo brutto momento passerà e che sarebbe meglio tornassero insieme; il ragazzo rifiuta saldamente, rinfacciandogli il tradimento con un altro di due anni prima. Book torna quindi a rinchiudersi in camera, senza ancora riuscire a far entrare Frame.
Tee e Fuse vengono accoppiati casualmente dal loro professore per una ricerca allo zoo sui gibboni, dove sembrano andare nuovamente d'amore e d'accordo, per poi venire interrotti altrettanto casualmente da Jean, che aveva un appuntamento col fidanzato. La ragazza porta Fuse a casa sua, chiedendo poi al ragazzo fare sesso; quest'ultimo, già non proprio desideroso di farlo, rifiuta quando vede alla parete il nome della fidanzata, un cuore e il nome di un altro, France.
Yok viene consolato da Christina per la situazione con Lookmo, che ammette di amare profondamente. La madre del ragazzo, invece, comincia ad avere dei sensi di colpa per le cose fatte al figlio; a consolarla ci pensa prontamente Wit.

## Episodio 8
- Diretto da: Rachyd Kusolkulsiri

### Trama
Pob fa visita a Tee, comunicandogli di aver troncato completamente con le altre relazioni per poter restare con sua madre. Rodtang, intanto, manca completamente di responsabilità e i suoi amici decidono di sciogliere il gruppo; il ragazzo, non d'accordo, cerca di comprarli con dei regali, che subito loro rifiutano, mentre Nine di nascosto sente tutto l'accaduto.
Book parla brevemente con Fuse e Yok, che cercano di tirarlo su senza entrare nell'argomento; più tardi, il ragazzo ringrazia Frame per portargli costantemente cibo e riassunti delle lezioni, anche se ancora non è pronto ad uscire dalla sua stanza.
In serata, Fuse, Tee, Seed, Lookmo, Wit ed Ess vanno in un locale karaoke, dove vedono il presunto fratello di Jean; qui scoprono che in realtà si chiama France (lo stesso nome sulla parete di Jean nell'episodio precedente) ed è un donnaiolo. Fuse, in un parallelismo col primo episodio della prima stagione, si ubriaca pesantemente e Tee finisce per accompagnarlo a casa, prendendosi cura di lui e facendogli le spugnature (ribaltando la situazione del quinto episodio di questa stagione). In quel momento, Tee riceve una chiamata di Seed, che vuole assicurarsi che non stia facendo niente con Fuse; il ragazzo approfitta della situazione per essere chiaro con Seed, dicendogli di non amarlo e che deve dimenticarlo. Sentito dall'amico, Tee arriva a confessare a Fuse di amare solo lui, raccomandandogli di riflettere bene sulla situazione con Jean, quindi se ne torna al dormitorio; i due hanno un sorriso stampato sulla faccia.
Il giorno successivo, Wit ed Ess cominciano ad attuare il piano di Fuse per lasciare Jean: mandano alla ragazza un video di France che passeggia intimamente insieme alla sua amica Ploy.

## Episodio 9
- Diretto da: Rachyd Kusolkulsiri

### Trama
Fuse s'intromette nella disputa tra Ploy e Jean riguardo al filmato, riferendo all'ultima che lei ha fatto la stessa identica cosa con lui, e che lo sa da tempo: il ragazzo, finalmente, riesce così a chiudere definitivamente quella faticosa storia d'amore. Fuse racconta a Tee, che lo raggiunge proprio alla fine del litigio con Jean, tutto quello che è successo e i due tornano ad essere nuovamente molto intimi. Il giorno successivo, Fuse si chiarisce con Seed, mentre Tee capisce che Pob ama davvero sua madre.
Nel frattempo, Lookmo torna da Yok, con l'intenzione di non lasciarlo mai più: i due tornano ad essere uniti come prima; Rodtang, invece, viene convocato dal preside per le mancate responsabilità, rifiutando persino l'aiuto di Nine, che ne soffre.
Book acconsente ad incontrare Tern, che oltre a rinnovare le scuse e comunicare che la polizia ha arrestato il caricatore del video, invita il ragazzo a cenare con lui qualche volta per riprendere il buon rapporto; proprio in quel momento arriva Frame che, gelosissimo, fraintende e comincia a litigare con Tern, venendo prontamente fermato da Book. Confuso e sentitosi tradito, Frame decide di accettare una proposta di ménage à trois da una persona su una chat gay: arrivato all'indirizzo, si ritrova però davanti proprio Tern e il suo fidanzato, che si rivela essere il professore d'inglese dei ragazzi al liceo, Somkid.

## Episodio 10
- Diretto da: Rachyd Kusolkulsiri

### Trama
Frame si ferma a parlare con Tern, su consiglio di Somkid, per capire come stanno del tutto le cose; nonostante le chiarificazioni, il ragazzo è ancora confuso, tant'è che se un secondo prima si fa tatuare il suo nome e quello di Book accanto, quello dopo decide di rimuovere il tatuaggio.
Fuse acquista fiducia in se stesso e cerca di passare più tempo possibile con Tee ovunque si trovi, arrivando anche a baciarlo, e quasi a fare sesso, proprio a scuola.
Nel frattempo, Wit comincia a sviluppare sentimenti sia per Lilly, con la quale ha acconsentito ad un primo appuntamento per vedere un film, che per la madre di Yok, con la quale è sempre più intimo; Somkid decide di lasciare Tern per paura di ripercussioni omofobe sulla carriera, mentre la madre di Tee parte per un viaggio di lavoro e piacere per quattro mesi in Inghilterra, accompagnata da Pob (col completo benestare dello stesso Tee).
Book, bene o male ripresosi, chiede a Frame, che così si rimotiva sui sentimenti, di accompagnarlo a scuola dopo il periodo di assenze dovute al video; una volta lì, però, sente parlare alcuni ragazzi proprio di quel filmato e torna a deprimersi. La sera stessa viene chiamato dalla madre, che anziché preoccuparsi dello stato d'animo del figlio pensa solamente alle ripercussioni dei voti bassi sulla sua carriera e su quella del marito; questa è per Book la goccia che fa traboccare il vaso: il ragazzo ingerisce diverse pillole tentando il suicidio; quando Frame se ne accorge si appresta, in lacrime, a chiamare i soccorsi.

## Episodio 11
- Diretto da: Rachyd Kusolkulsiri

### Trama
Rodtang dedica tramite gli altoparlanti della scuola una canzone a Nine per scusarsi del comportamento avuto nei suoi confronti, mentre Tee e Fuse, spinti il primo da Copter e l'altro da Lookmo, cominciano a scrivere un diario per riversare i loro sentimenti.
Book si risveglia in clinica, ancora vivo: subito si ritrova davanti Frame e lo abbraccia, ringraziandolo per avergli salvato la vita. Verranno a far visita al ragazzo sia Tern, che si scuserà ancora una volta per quel video, e i suoi genitori, resisi conto di averlo trascurato. Book decide poi di tornare a testa alta a scuola, mano per mano con Frame.
Wit e Lilly stanno per fare sesso, ma il primo, capendo di amare la madre di Yok, si blocca e si allontana dalla ragazza. Proprio la madre di Yok, nel frattempo, decide di accettare completamente la storia di Yok e Lookmo, arrivando anche a chiamare quest'ultimo "figlio", a far allontanare Praew dai due e a scusarsi per le cose dette e fatte in passato.
Al doposcuola, Fuse viene avvicinato da Jean, che si scusa gli errori fatti e gli chiede di poter tornare insieme: il ragazzo risponde fermamente di no, ormai ha già preso la sua decisione.
Fing va a far visita a Fluke e lo trova disperato perché è appena stato lasciato dalla fidanzata.

## Episodio 12
- Diretto da: Rachyd Kusolkulsiri

### Trama
Fuse e Tee, che stanno ancora scrivendo il diario, passano sempre più tempo insieme, e il primo pensa al modo migliore per chiedergli di diventare il suo fidanzato. Book e Frame, ormai completamente rasserenati, non si staccano più un minuto e si ripromettono amore eterno. Yok e Lookmo fanno sesso per la prima volta, e il mattino successivo rendono ufficiale a tutti gli effetti la loro relazione.
Fing comincia a passare diverso tempo al bar di Fluke, col quale è entrata molto in intimità, aiutando al bancone il ragazzo e scherzando con lui. Seed incontra Tern e decidono di andare a bere insieme per uscire dai rispettivi brutti periodi. Lilly e Wit si rincontrano, decidendo di restare amici, mentre Rodtang ancora una volta dimostra a Nine che è il suo "eroe", dicendogli di avere imparato dagli errori del passato.
Dopo aver organizzato un video saluto per i ragazzi uscenti dal liceo, Lookmo propone agli amici un viaggio di gruppo in spiaggia: tutte le coppie accettano.
Tra partite di pallavolo, bagni di gruppo e passeggiate in riva al mare, Frame e Book si rimettono gli anelli del secondo mesiversario, con la promessa di non toglierli più, mentre Fuse e Tee si dicono chiaramente di amarsi l'un l'altro, camminando mano per mano.
- Nota: l'epilogo di Seed e Tern vede nuovamente i rispettivi attori Nattapat Sakullerphasuk "Film" e Kavinpat Thanahiransilp "Jo" nuovamente fianco a fianco dopo WWar of High School - Songkhram hai sakhun, dell'anno precedente.

## Episodio 13
- Diretto da: Rachyd Kusolkulsiri
- Scritto da: BADBOYZ (autore della graphic novel originale)

### Trama
Fuse prova a fare la proposta di fidanzamento a Tee, bloccandosi per l'imbarazzo, per poi dopo fare una diretta sui social insieme, spiati da Book e Frame, contenti di vederli amarsi; Nine dà a Rodtang il pupazzetto che nel quinto episodio non si era meritato, complimentandosi stavolta per aver cominciato a rigare dritto sulle responsabilità; Lookmo e Yok riflettono sulla loro storia d'amore e si ringraziano l'un l'altro per esserci; infine, sia Wit che Ess sono in contatto con Kritsana a fini sentimentali.
In serata, il gruppo partecipa al gioco del re, dove chi pesca la suddetta carta nel mazzo può obbligare una persona a fare una determinata cosa; proprio nel giro finale, Lookmo chiede a Fuse e Tee di essere aperti davanti a tutti sui loro sentimenti l'un per l'altro: in lacrime, Fuse si scusa per gli errori fatti e ringrazia Tee per tutti i bellissimi momenti e per quelli che verranno; sarà quindi Tee a chiedere ufficialmente a Fuse di essere il suo fidanzato, che non ci pensa due volte.
A questo punto la storia vede un salto temporale di due mesi: Book e Frame hanno accettato di realizzare un servizio fotografico matrimoniale di due giorni, e tra un discorso e l'altro si ripromettono di passare tutta la vita insieme; Tee e Fuse si danno appuntamento per mangiare in un bar, dove sono anche soggetti a commenti omofobi di due ragazze, che decidono di ignorare; Kritsana, invece, ha cominciato a frequentarsi con Wit.

## Episodio 14
- Diretto da: Rachyd Kusolkulsiri

### Trama
Frame e Book continuano il servizio fotografico, e il primo s'ingelosisce molto quando un ragazzo cerca di flirtare col fidanzato; quest'ultimo, però, gli dice che non ha nessun motivo di preoccuparsi. Frame promette a Book di sposarlo un giorno, facendogli la proposta proprio in quello stesso momento.
Fuse, che sta per pranzare col fidanzato, riceve una video-chiamata dalla sorella da Chiang Mai. Quando lei chiede di parlare con Tee, confessa al ragazzo di sapere già da un po' della loro storia d'amore, allorché gli fa i migliori auguri e gli chiede di restare sempre al fianco del fratello.
In serata, il gruppo di amici decide di sentirsi in una videochiamata, mentre a seguire Tee e Fuse faranno su YouTube una Boyfriend Tag in diretta.
Con un'enorme scritta "Happy Ending", la serie si conclude.
- Nota: Tra i commenti alla diretta di Fuse e Tee ce n'è uno di Thanamin Wongsakulpach "Cheewin", l'interprete di Kritsana.
- Nota: dopo i titoli di coda vi è una serie di breve interviste al cast, seguito poi da uno spezzone extra dove i personaggi si radunano in riva al mare al grido di "Make It Right!".